# برت باتلر (هنرپیشه زن)
برت باتلر (انگلیسی: Brett Butler؛ زادهٔ ۳۰ ژانویهٔ ۱۹۵۸) یک هنرپیشه، نویسنده و کمدین اهل ایالات متحده آمریکا است. وی از سال ۱۹۸۷ میلادی تاکنون مشغول فعالیت بوده‌است.

## گزیده فیلمشناسی
از فیلم‌ها یا برنامه‌های تلویزیونی که وی در آن نقش داشته‌است می‌توان به آثار زیر اشاره کرد.
- شبه‌نظامی (فیلم) (۲۰۰۰)
- کمدین (فیلم ۲۰۱۶) (۲۰۱۶)
- نمایش درو کری (۱۹۹۷)
- نام من ارل است (۲۰۰۵)
- آرچر (مجموعه تلویزیونی) (۲۰۱۲)
- مدیریت خشم (مجموعه تلویزیونی) (۲۰۱۲–۲۰۱۴)
- بازماندگان (مجموعه تلویزیونی) (۲۰۱۵–۲۰۱۷)
- چگونه از مجازات قتل فرار کنیم (۲۰۱۶)
- مردگان متحرک (مجموعه تلویزیونی) (۲۰۱۸–۲۰۱۹)
- سن بیرون (۲۰۱۸)